# Hippodrome du Calvaire de la Magdeleine
L'hippodrome du Calvaire de la Magdeleine se situe à Pontchâteau en Loire-Atlantique. C'est un hippodrome ouvert à l'obstacle et au trot avec une piste de trot 1 225 m en sable rose avec corde à gauche, et deux pistes d'obstacle en herbe de 3 400 et 4 300 m. Il organise environ 10 réunions par an.
La Société des Courses de Pontchâteau, créée en 1889, s'est nettement développée après 1984, ce qui a permis à l'hippodrome de passer en 1re catégorie. Il accueille des courses relativement importantes, notamment le Grand Prix Ténor de Baune, le Grand Prix Conseil Régional des Pays de Loire, le Prix du Département de Loire Atlantique et le Prix de la Société du Cheval Français.